# Mionochroma decipiens
Mionochroma decipiens là một loài bọ cánh cứng trong họ Cerambycidae.